# 梅田雲浜
梅田 雲浜（うめだ うんぴん、文化12年6月7日〈1815年7月13日〉- 安政6年9月14日〈1859年10月9日〉）は、江戸時代末期（幕末）の儒学者。通称は源次郎。名は義質（よしただ）、のちに定明（さだあきら）。号は雲浜のほか、湖南、東塢がある。

## 生涯
文化12年6月7日（1815年7月13日）、小浜藩士・矢部義比の次男として誕生。雲浜の号は、若狭国小浜海岸からの由来で名づけたという。
はじめ藩校・順造館に学ぶ。天保元年（1830年）には江戸に出て藩の儒学者・山口菅山から崎門学を学んだ。
その後、祖父の家系である梅田氏を継ぎ、大津に湖南塾を開いた。大津では同じ闇斎学派の上原立斎にも学び、立斎に見込まれてその娘・信（しん）を娶っている。
天保14年（1843年）、京都へ上り藩の塾となっていた望楠軒の講主に迎えられる。
ところが、嘉永5年（1852年）海防の強化を建言したことが藩主・酒井忠義の怒りに触れ藩籍を剥奪されてしまう。「君が代を おもふ心の 一筋に 我が身ありとも 思はざりけり」という和歌は、この時期に詠んだとされる。嘉永6年（1853年）、アメリカ合衆国のマシュー・ペリーが来航すると条約反対と外国人排斥による攘夷運動を訴えて尊皇攘夷を求める志士たちの先鋒となり、幕政を激しく批判した。やがて安政5年（1858年）、日米修好通商条約への朝廷の勅許拒否・その後の戊午の密勅等一連の事案が発生すると、首謀者と目された雲浜は京中の邸にて、大老・井伊直弼による安政の大獄で最初の捕縛者となった。この間、安政2年に千代と結婚している。
捕縛後は京都から江戸に送られる。取調べでも箒尻（ほうきじり）で何度も打たれる拷問においても何一つ口を割らなかった。江戸では小笠原忠嘉の邸に預けられる。安政6年9月14日（1859年10月9日）に幽閉中に病死した。享年45。流行のコレラに罹ったというが、拷問での傷の悪化による死因説もある。

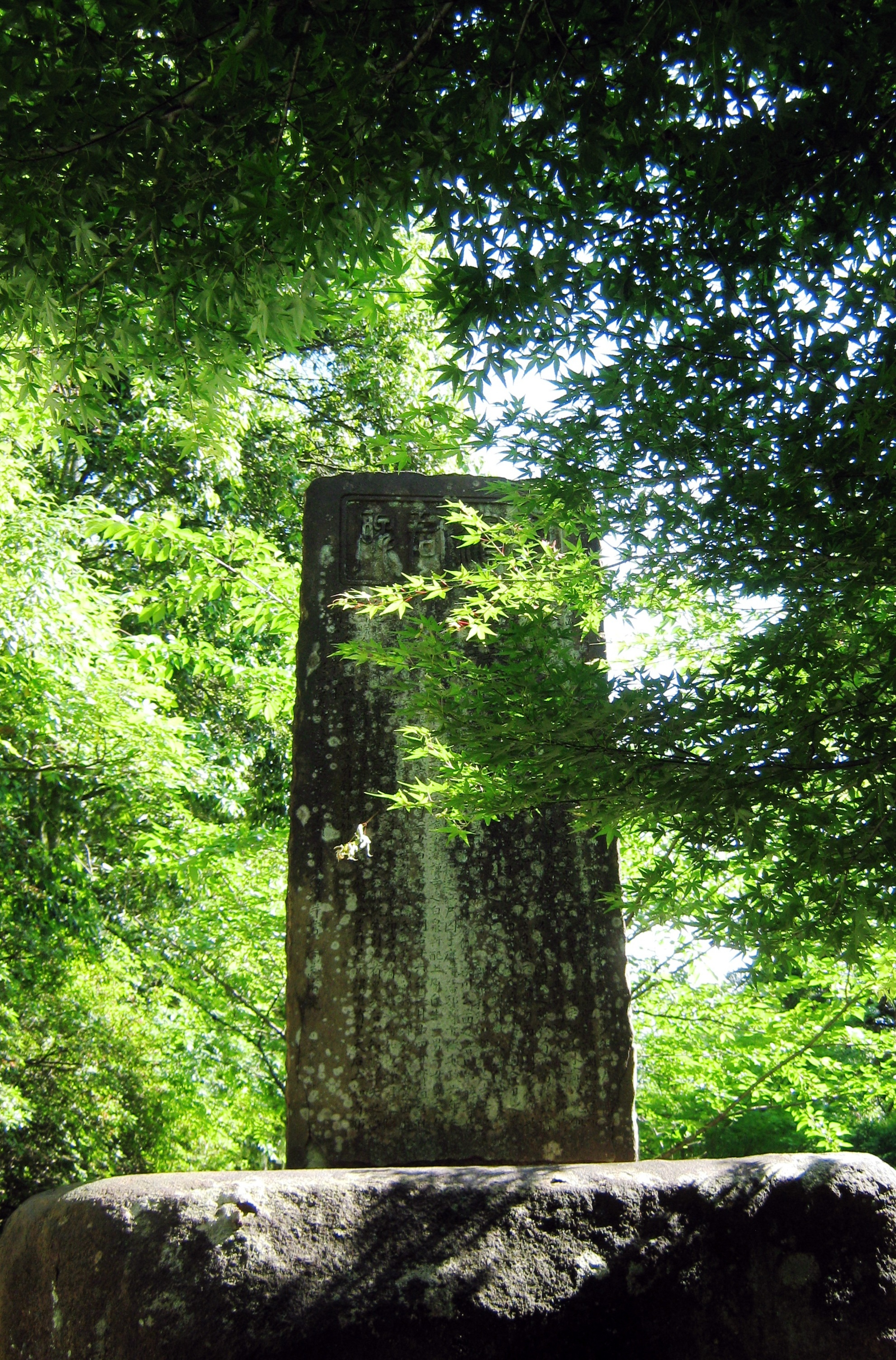
梅田雲浜之碑
霊山護国神社

雲浜の墓は、全国にまたがり、海禅寺（東京都台東区）・安祥院（京都市東山区）・松源寺（福井県小浜市）に置かれている。安祥院近くにある京都霊山護国神社には雲浜の碑も建てられている。

### 実業家としての側面
幕末志士というと身分の低い貧乏侍というイメージがつきまとう。雲浜も上京後、講師の仕事があるといえど赤貧洗うがごとくで、藩籍剥奪の後は同志へあてて「大困窮進退是れ谷（きわ）まり、一歩も動き候事も出来がたく候」と旅費の工面を求める手紙を書いたほどであった。しかし安政3年に始めた長州大和間を始めとする物産交易の仲介によって財をなし、安政の大獄の時期には京都経済の中心地にほど近い烏丸御池に居を構えており「暮し向き裕かで、訪客絶えず」と評されるほど成功した。それほどの転身を果たしつつも最期まで志士達の中心に在り続け、またその経済基盤および長州とのつながりを最大限に活用し、尊皇攘夷の運動を推し進めまた多くの志士を経済的に支援した。

## 登場する作品

### テレビドラマ
- 『花の生涯 井伊大老と桜田門』（1988年、テレビ東京12時間超ワイドドラマ、演者：和崎俊哉）
- 『花燃ゆ』（2015年、NHK大河ドラマ、演者：きたろう）